# Isofix
Isofix é um padrão internacional de fixação de cadeirinhas infantis (CRS) para automóveis, camionetas e utilitários. Se regula pela norma ISO 13216-1:1999.

## Descrição
O sistema consiste em duas âncoras soldadas ou aparafusadas à estrutura da carroçaria ou do assento traseiro – entre o banco e o encosto, nas quais é engatada a cadeirinha mediante ganchos. Pode haver uma terceira âncora no teto, na parte posterior do encosto, no assoalho do porta-malas, unidas à cadeirinha por um tirante, ou como haste regulável em altura na frente do banco traseiro. Nos EUA existe um padrão parecido chamado LATCH e em Canadá, UAS ou Canfix.

## História
Em 1996 Volkswagem pediu para a empresa Britax Römer (especialista em sistemas de segurança infantis) devenvolver um sistema de retenção infantil para o VW Golf IV. No ano seguinte é apresentado o Isofix no salão de Frankfurt. O sistema nasceu como uma resposta às limitações dos sistemas de segurança da época, mais concretamente para controlar o efeito chicote nas batidas frontais e o deslocamento lateral nas batidas laterais. Deve ser levado em conta que mesmo estando o cinto bem ajustado ao corpo, pode-se criar um folga grande entre ele e a cadeirinha. As normas norte-americana e europeia fizeram com que os fabricantes se preocupassem mais pela segurança infantil. Além disso, o Euro NCAP e o IIHS norte-americano evidenciaram a insuficiência dos sistemas de retenção infantil nos seus testes e encorajaram as partes envolvidas a melhorar ditos sistemas.

## Adequação aos diferentes grupos de idade
O padrão é plenamente eficaz para os grupos 0 e 0+(até 13 kg) e I (9/18 kg), nos quais um cinto de 5 pontos da própria cadeirinha segura a criança. Já nos grupos II (15/25 kg) e III (22/36 kg), são utilizados os cintos de três pontos do carro para segurar as crianças – os cintos de dois pontos não são permitidos – e as âncoras só servem para fixar assento infantil. Ditos cintos foram desenvolvidos de acordo com as características dos adultos, por isso é preciso fazer uns ajustes para evitar que possam ferir a criança em caso de acidente. Para adaptar os cintos, podem-se usar mecanismos para adequar sua altura ao ombro. Na zona abdominal, empregam-se coxins laterais.

## Aperfeiçoamento do sistema
Os fabricantes buscam como resolver as limitações dos grupos II e III. A Britax Römer, por exemplo, desenvolveu o modelo II KIDFIX XP. Ele utiliza, entre outras soluções, uma roda para a regulagem da altura do encosto de cabeça e um tirante na zona inguinal pelo qual passa o cinto do veículo, evitando que possa causar danos internos aos órgãos. Além disso, os ganchos de engate têm uma peça semielástica para impedir o efeito “submarino”. Este problema pode acontecer nas cadeiras seguradas com o cinto do veículo por causa da rotação da garra, que faz com que a cadeirinha afunde levemente na frente, criando um plano inclinado pelo qual a criança pode escorregar. A peça semielástica consegue manter a cadeira no plano horizontal, elongando-se controladamente.

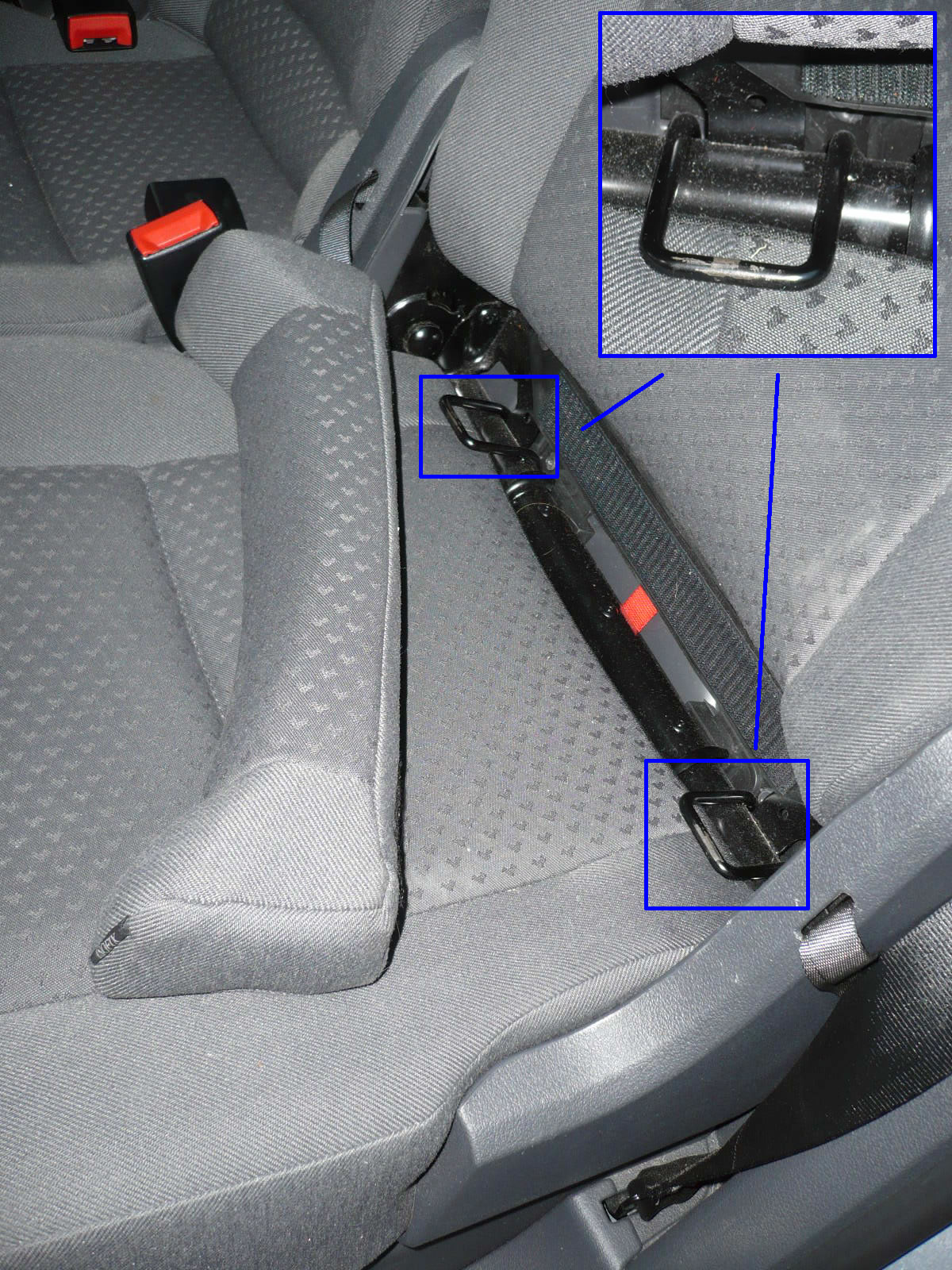
Ancoragens isofix

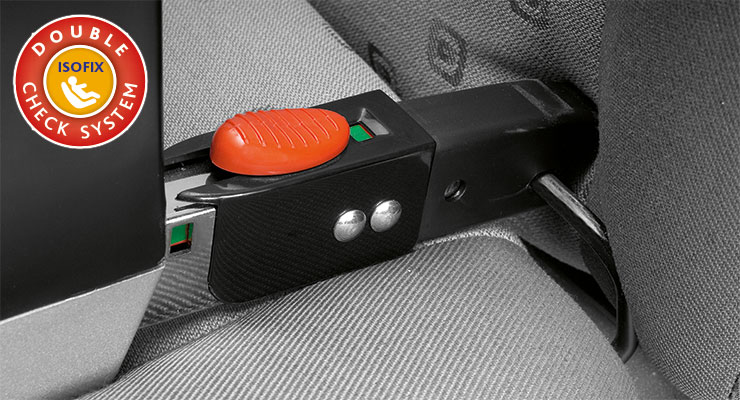
Garra fixada na ancoragem

## Normativa
ECE R44. Primeira norma europeia, criada em 2004. Ela foi a base para a aparição dos primeiros veículos com Isofix em 2007.
FMVSS 225. Normativa norte-americana para sistemas de retenção. Obriga a equipar com LATCH os novos projetos ou carros desde 2002.
Resolução Nº 518 de 29 de janeiro de 2015 – Contran. Desde 2018, se aplica no Brasil aos novos projetos de veículos nacionais ou importados, exigindo que estejam equipados com Isofix. É equivalente às normas norte-americana e europeia. A partir de 2020 a obrigatoriedade se estende a todos os veículos.
Normativa R129. Mais conhecida como i-Size, é a norma europeia mais recente, que  vigora desde 10 de junho de 2014. Ela é  bem mais exigente do que a ECE R44, com a qual convive até 2018, ano em que ficará apenas a  i-Size. Entre as novidades desta normativa destacam-se quatro medidas para melhorar a segurança:
- que as cadeiras se adaptem à criança segundo a sua estatura e não o peso, como até agora;
- que todas as cadeiras se afixem por meio do sistema de ancoragem ISOFIX;
- que as cadeiras permitam às crianças viajar de costas até a idade mais avançada possível;
- que as cadeiras passem por um teste específico de batida lateral.[7]